# Bokševica
Bokševica je planina u Bosni i Hercegovini.
Morfološka je cjelina u sjevernoj Hercegovini, jugoistočno od općinskog središta općine Prozor-Rama i sjeveroistočno od Jablanice, na lijevoj obali rijeke Rame. Obronci Bokševice strmo se spuštaju ka Jablaničkom jezeru. 
U širem području naselja Hudutskoga, Tošćanice i Grevića je mjesto sraza oceana, kontinenta i jezera iz donjega i srednjega trijasa (251,9 – 237,0 mil. god.). Dogodila se subdukcija litosfernih ploča – oceanske ploče Tethys i vulkana Tethysa pod euroazijsku ploču, pa subdukcija – kolizija jadransko-apulijske (dio afričke kontinentske ploče) pod euroazijsku kontinentsku litosfernu ploču. Proces je alpinske orogeneze i nastanka ovoga dijela Dinarida (geoloških struktura i reljefa Rame), koji traje i danas, a reljef oblikuju istovremeno egzomorfološki procesi. Orogenezom i neotektonskim pokretima u mezozoiku i kenozoiku (od 251,9 mil. god. do danas ) nastala su sredogorja i planine: Bokševica u sjevernom i južnom kvadrantu od Hudutskoga, Tošćanice i Grevića, Jelova glava (1021 m) i Karaula (1120 m) sjeveroistočno od Grevića, Jabučica (861 m) zapadno od Grevića (i Šituma), Rajan (1023 m) i Krstac (629 m) sjeverozapadno od Tošćanice i najviši vrh Majan (508 m) u južnom i zapadnom kvadrantu od Hudutskoga. Dosta je izvora bistre i hladne vode. Središja je rječica Tošćanica sa svojim pritocima: Bačvar potok, Grabov potok, Bukovik, Zavišanski potok, Koševski potok, Bukovički potok, Aginica... Dio pritoka je privremen. Krajem oligocena tektonskim pokretima ekstenzije došlo je do oblikovala se Jablaničko-konjička tektonska kotlina.  U miocenu je nastalo slatkovodno jezero čije geološke tragove možemo vidjeti i danas. U pliocenu i pleistocenu ramski dio jezerskih naslaga iz miocena izdignut je na današnju razinu.
Bokševica je građena od trijaskih vapnenaca, dolomita, starijih škriljavih stijena i pješčenjaka donjeg trijasa sa strmim dolinama prema rijeci Rami i pritokama. Najviši vrh Bokševice je Jabuka na 1315 metara nadmorske visine. Planina je bezvodna i nenaseljena.
Bokševicom prolazi sjeverozapadna granica hrasta sladuna. Botaničar Karlo Maly ga je 1928. zabilježio kod Ostrožca, Mrakova, na Bokševici, kod utoka rječice Ljute kod Konjica i blizu Zabrđa.

## Rat u BiH
Od svibnja do srpnja 1993. trajale su žestoke borbe na Bokševici između snaga HVO i Armije BiH. Premda slabiji, HVO je zadržavao obrambene crte, povremeno vraćajući cijelu planinu. Naizmjence su jedna i druga strana zauzimale planinu. 1. gardijska brigada Ante Bruno Bušić svakim je dolaskom oslobađala planinu, a nakon što bi predali domobranskim i pričuvnim snagama položaje oni bi uskoro pali. Muslimanske snage dovukle su snage iz drugih udaljenih krajeva BiH. Na kraju su muslimanske snage uspjele ovladati planinom, no zbog odsudne hrvatske obrane nisu dobile potrebni zamah i nisu uspjeli ugroziti ramske prostore prema zapadu i sjeveru. Uspješno zadržavanje dalo je vremena zapadnim prostorima pod nadzorom HVO za konsolidaciju te je stvorilo preduvjete za operaciju Tvigi.
Mjestimice uz ceste još uvijek ima miniranih područja.

## Galerija
- Kostajnica podno Bokševice
- Pogled na padine Bokševice, kuće, groblje i crkvu Uznesenja Marijina u Kostajnicu i Jablaničko jezero
- Kostajnica u Klisu, s Bokševicom u pozadini
- Pogled s Bokševice na Kostajnicu i Jablaničko jezero
- Kostajnica, Klis, s Bokševicom u pozadini

## Vanjske poveznice
- Bokševica, Bosnia and Herzegovina, geographic.org